# Eugeniusz Józefowski

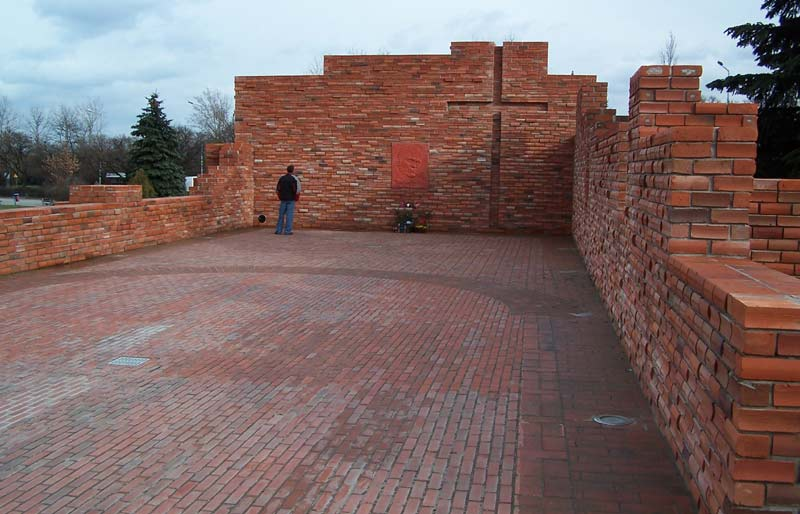
Biblioteka Świętego Pielgrzyma

Eugeniusz Józefowski (ur. 6 września 1956 roku w Skarżysku-Kamiennej) – polski artysta plastyk, wykładowca akademicki.

## Życiorys
W 1981 roku ukończył studia w Instytucie Wychowania Artystycznego UMCS w Lublinie (dyplom z grafiki u profesor Danuty Kołwzan-Nowickiej). Od 1983 roku członek Związku Polskich Artystów Plastyków. W latach 1996–2004 na Akademii Sztuk Pięknych w Poznaniu zrealizował przewody kwalifikacyjne oraz przeszedł pozytywnie postępowanie o nadanie tytułu profesora sztuk plastycznych, otrzymanego w 2004. Były profesor zwyczajny Akademii im. Jana Długosza w Częstochowie, Instytutu Sztuki i Kultury Plastycznej WSP w Zielonej Górze oraz pierwszy rektor Państwowej Wyższej Szkoły Zawodowej w Głogowie. Wykładał w PWSZ w Głogowie oraz AHE w Łodzi. Obecnie wykłada na wydziale malarstwa i Rzeźby w ASP Wrocław na stanowisku profesora zwyczajnego. 
Uprawia przede wszystkim malarstwo, grafikę i fotografię. Zajmuje się również książką artystyczną – w tej dziedzinie zaznaczył się jako autor ponad stu unikatowych książek. Zajmuje się także ilustratorstwem. Istotną rolę w jego dorobku pełnią działania edukacyjne i warsztatowe (od 1979 r. ponad trzysta warsztatów twórczych w Polsce, Niemczech, Holandii i innych miejscach). Jest laureatem wielu prestiżowych nagród (m.in.: Nagroda Państwowa II stopnia za twórczość plastyczną dla dzieci i młodzieży, 1986; Medal Honorowy, VII Biennale Sztuki dla Dziecka, Poznań 1989). Brał udział w kilkudziesięciu wystawach w kraju i zagranicą (m.in. Norwegia, Czechy, Słowacja, Belgia, Holandia, Niemcy, Irlandia, Izrael). Od 1997 cykliczny udział w wystawach „Sztuka Książki” (1997 – nagroda Wydawnictwa Prószyński i S-ka, 2000 – Nagroda Jury).
Jest autorem, wraz z Adamem Olejniczakiem, Biblioteki Świętego Pielgrzyma – unikatowego architektonicznego pomnika Jana Pawła II odsłoniętego w 2006 roku w Głogowie, pełniącego jednocześnie rolę lapidarium podominikańskiego kościoła św. Piotra. 